# زعتر (جنس)
الزَّعْتَر أو السعتر أو الصَّعْتَر (باللاتينية: Thymus) جنس نباتي يتبع الفصيلة الشفوية من رتبة الشفويات. يضم عشرات الأنواع المقبولة.

## من أنواعهالواطنةفيالوطن العربي
1. الزعتر أبيض الشعر (باللاتينية: Thymus leucotrichus) في بلاد الشام وتركيا واليونان وبلغاريا
2. زعتر ألفرد (باللاتينية: Thymus alfredae) في بلاد الشام
3. زعتر آيغ (باللاتينية: Thymus eigii) في بلاد الشام وتركيا
4. الزعتر الثوري (باللاتينية: Thymus bovei) في بلاد الشام وسيناء ومصر
5. الزعتر السوري (باللاتينية: Thymus syriacus) في بلاد الشام
6. الزعتر القيليقي (باللاتينية: Thymus cilicicus) في بلاد الشام وتركيا
7. زعتر كوتشي (باللاتينية: Thymus kotschyanus) في بلاد الشام وتركيا وجنوب القوقاز
8. الزعتر المتصالب (باللاتينية: Thymus decussatus) في بلاد الشام وسيناء
9. زعتر موسيل (باللاتينية: Thymus musilii) في بلاد الشام

## أنواع أخرى
1. الزعتر البري (الاسم العلمي:  Thymus capitata)